# Amore mio (Thalía)
Amore mio è il dodicesimo album in studio della cantante messicana Thalía, pubblicato nel 2014.

## Tracce
Edizione standard
1. Amore mio – 3:47
2. Por lo que reste de vida – 3:38
3. Más – 3:52
4. Cerveza en México – 3:38
5. Lo más bonito de ti – 4:05
6. Contigo quiero estar – 3:52
7. Cómete mi boca – 3:23
8. Tranquila (feat. Fat Joe) – 3:32
9. Tú y yo – 3:48
10. Como tú no hay dos (feat. Becky G) – 4:12
11. Sólo parecía amor – 4:27
12. Olvídame – 4:03

## Classifiche
| Paese                        | Posizione più alta |
| ---------------------------- | ------------------ |
| Messico                      | 1                  |
| Spagna                       | 55                 |
| Stati Uniti Latin Pop Albums | 1                  |